# 헤르만 엥겔하르트

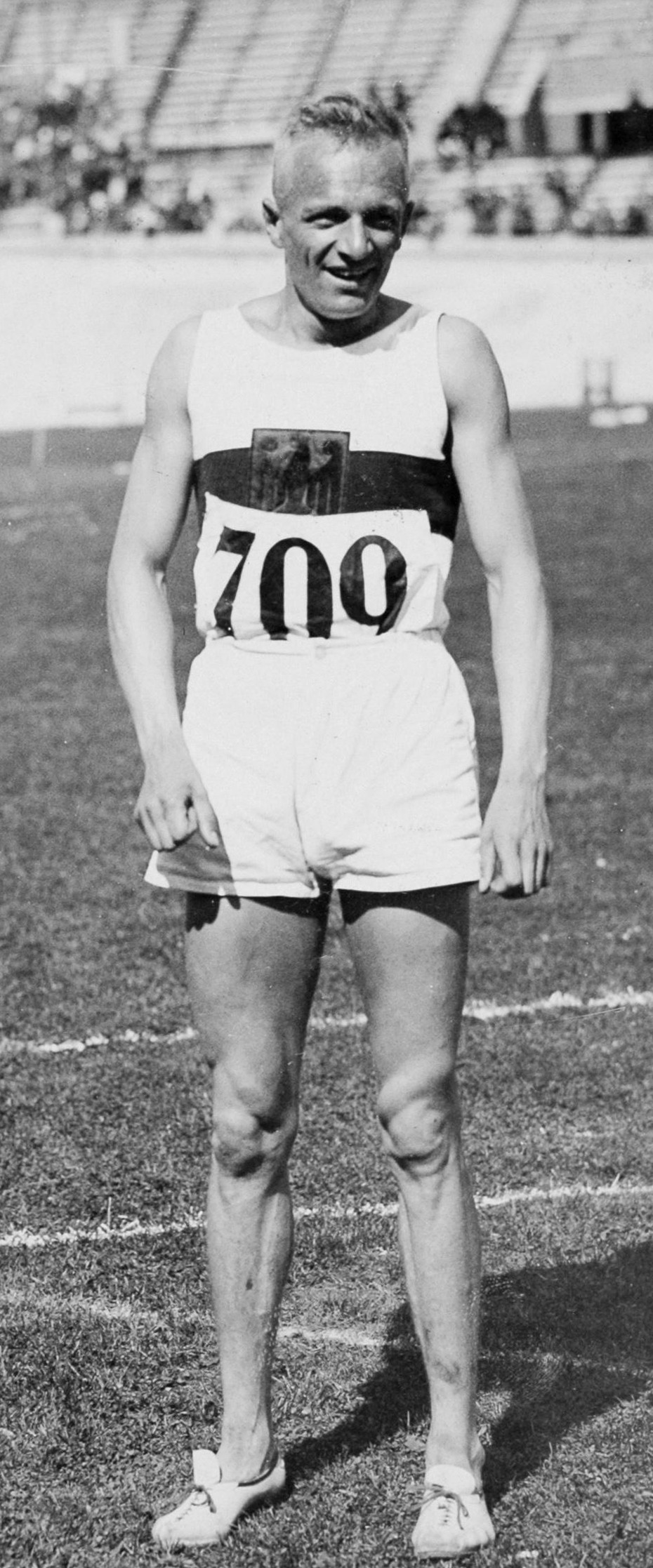

헤르만 엥겔하르트(Hermann Engelhard, 1903년 6월 21일 – 1984년 1월 6일)는 독일의 중거리 육상 선수로, 1928년 암스테르담 올림픽에서 800m 동메달을 땄는다. 또한 오토 노이만, 해리 베르너 스토르츠 및 리차드 크렙스로 구성된 독일 팀이 4×400m 계주에서 은메달을 획득하도록 도왔다.
엥겔하르트의 형제 리차드는 1920년대 엘리트 장거리 선수였다. 1932년 엥겔하르트는 80m 허들과 400m 계주에서 3개의 세계 기록을 세운 독일 육상선수 루스 베커(Ruth Becker)와 결혼했다.